# داربست (بستک)
داربست روستایی در منطقهٔ فرامرزان و از توابع بخش جناح شهرستان بستک در غرب استان هرمزگان در جنوب ایران واقع شده‌است.
در ۹ کیلومتری مشرق روستای گچویه واقع است.

## جمعیت
جمعیت این روستا بر اساس سرشماری سال ۱۳۸۵ جمعیت آن ۴۵۰ نفر (۹۰ خانوار)
بوده‌است. دارای دبستان، مسجد، وآب‌انبار برکه است.
حدود ۵۰۰۰ اصله نخل دیم و ۲۰۰۰ من (۸۰۰۰ کیلو) بذر افکن زمین دید دارد.

## پیشه
پیشهٔ مردم روستا دامداری وکشاورزی است و از این راه امرار معاش می‌کنند.

## محدوده داربست
از شمال رودخانه مهران، از جنوب به کوه داربست، از غرب به گچویه و از سمت مشرق به چاله عالی احمدان محدود می‌شود.

## فهرست منابع و مآخذ
- محمدیان، کوخردی، محمد،  «شهرستان بستک و بخش کوخرد» ، ج۱. چاپ اول، دبی: سال انتشار ۲۰۰۵ میلادی.
- عباسی، قلی، مصطفی،  «بستک وجهانگیریه» ، چاپ اول، تهران: ناشر: شرکت انتشارات جهان معاصر، سال ۱۳۷۲ خورشیدی.
- سلامی، بستکی، احمد.  (بستک در گذرگاه تاریخ)  ج۲ چاپ اول، ۱۳۷۲ خورشیدی.
- نگاره‌ها از: احمد سلمان گوده‌ای و محمد محمدیان کوخِردی.
- بالود، محمد.  (فرهنگ عامه در منطقه بستک)  ناشر همسایه، چاپ زیتون، انتشار سال ۱۳۸۴ خورشیدی.
- مهندس: موحد، جمیل. (بستک و خلیج فارس) چاپ اول، تهران: سال انتشار ۱۳۴۳ خورشیدی.
- بالود، محمد.  (فرهنگ عامه در منطقه بستک)  ناشر همسایه، چاپ زیتون، انتشار سال ۱۳۸۴ خورشیدی.
- الکوخردی، محمد، بن یوسف، (کُوخِرد حَاضِرَة اِسلامِیةَ عَلی ضِفافِ نَهر مِهران Kookherd, an Islamic District on the bank of Mehran River) الطبعة الثالثة، دبی: سنة ۱۹۹۷ للمیلاد.
- بختیاری، سعید،  «اتواطلس ایران» ، “ مؤسسه جغرافیایی وکارتگرافی گیتاشناسی، بهار ۱۳۸۴ خورشیدی.
- چمن پیرا، ناصر پاییز ۱۳۷۴ خورشیدی.
- محمد، صدیق «تارخ فارس» صفحه‌های (۵۰ ـ ۵۱ ـ ۵۲ ـ ۵۳)، چاپ سال ۱۹۹۳ میلادی.
- اطلس گیتاشناسی استان‌های ایران [Atlas Gitashenasi Ostanhai Iran] (Gitashenasi Province Atlas of Iran)